# Renata di Lorena
Renata di Lorena (Nancy, 20 aprile 1544 – Monaco di Baviera, 22 maggio 1602) era figlia di Francesco I di Lorena e di Cristina di Danimarca.

## Biografia
Sposò il 22 febbraio 1568 il duca Guglielmo V di Baviera in una fastosa cerimonia a Monaco di Baviera, dettagliatamente descritta da Massimo Troiano nei suoi Dialoghi (1569).
Alla fine del sesto decennio del Cinquecento, il luterano re Erik XIV di Svezia (1533-77), che regnò dal 1560 al 1568, sperò di sposarla e mandò un'ambasciata: questo desiderio era motivato principalmente dal fatto che Renata era figlia della figlia di Cristiano II di Danimarca, Norvegia e Svezia, e quindi una delle eredi del destituito sovrano. Rifiutato dalla vedova, come già da altre case reali, Enrico XIV alla fine sposò la sua giovane amante, ma poco dopo venne deposto.
Curiosamente, la diretta discendente di Renata, la principessa Giuseppina di Leuchtenberg sposò un successore di Enrico XIV, il re Oscar I di Svezia e Norvegia nel 1823 e la sua prole salì al trono di Svezia e Norvegia nel 1859 con Carlo XV di Svezia e Norvegia, su quello danese nel 1912 con Cristiano X di Danimarca.

## Figli
Renata e Guglielmo ebbero dieci figli, di cui una parte morirono nell'infanzia:
- Cristoforo (1570 - 1570);
- Cristoforo (1572 - 1580);
- Massimiliano I di Baviera (1573-1651);
- Maria Anna (1574-1616), sposò Ferdinando II d'Asburgo;
- Filippo Guglielmo (1576-1598), vescovo di Ratisbona dal 1595, Cardinale dal 1597;
- Ferdinando (1577-1650), arcivescovo e principe elettore di Colonia;
- Eleonora Maddalena (1579 - 1580);
- Carlo (1580 - 1587);
- Alberto VI di Baviera (1584-1666), sposò Mechthilde von Leuchtenberg (1588-1634);
- Maddalena di Baviera (1587-1628), nel 1613 sposò Volfango Guglielmo, conte palatino di Neuburg (1578-1663).

## Ascendenza
|                               |                       |                                 | Genitori                        |  |  | Nonni |  |  | Bisnonni            |  |  | Trisnonni                |  |
|                               |                       |                                 |                                 |  |  |       |  |  | Renato II di Lorena |  |  | Federico II di Vaudémont |  |
|                               |                       |                                 |                                 |  |  |       |  |  | Renato II di Lorena |  |  | Federico II di Vaudémont |  |
|                               |                       | Iolanda d'Angiò                 |                                 |  |  |       |  |  | Renato II di Lorena |  |  |                          |  |
| Antonio di Lorena             |                       |                                 |                                 |  |  |       |  |  | Renato II di Lorena |  |  |                          |  |
|                               |                       | Filippina di Gheldria           | Adolfo di Egmond                |  |  |       |  |  |                     |  |  |                          |  |
|                               |                       | Filippina di Gheldria           | Adolfo di Egmond                |  |  |       |  |  |                     |  |  |                          |  |
|                               |                       | Filippina di Gheldria           | Caterina di Borbone-Clermont    |  |  |       |  |  |                     |  |  |                          |  |
| Francesco I di Lorena         |                       | Filippina di Gheldria           |                                 |  |  |       |  |  |                     |  |  |                          |  |
|                               |                       | Gilberto di Borbone-Montpensier | Luigi I di Montpensier          |  |  |       |  |  |                     |  |  |                          |  |
|                               |                       | Gilberto di Borbone-Montpensier | Luigi I di Montpensier          |  |  |       |  |  |                     |  |  |                          |  |
|                               |                       | Gilberto di Borbone-Montpensier | Gabriella di La Tour d'Auvergne |  |  |       |  |  |                     |  |  |                          |  |
| Renata di Borbone-Montpensier |                       | Gilberto di Borbone-Montpensier |                                 |  |  |       |  |  |                     |  |  |                          |  |
|                               |                       | Chiara Gonzaga                  | Federico I Gonzaga              |  |  |       |  |  |                     |  |  |                          |  |
|                               |                       | Chiara Gonzaga                  | Federico I Gonzaga              |  |  |       |  |  |                     |  |  |                          |  |
|                               |                       | Chiara Gonzaga                  | Margherita di Baviera           |  |  |       |  |  |                     |  |  |                          |  |
| Renata di Lorena              |                       | Chiara Gonzaga                  |                                 |  |  |       |  |  |                     |  |  |                          |  |
|                               | Giovanni di Danimarca | Cristiano I di Danimarca        |                                 |  |  |       |  |  |                     |  |  |                          |  |
|                               | Giovanni di Danimarca | Cristiano I di Danimarca        |                                 |  |  |       |  |  |                     |  |  |                          |  |
|                               | Giovanni di Danimarca | Dorotea di Brandeburgo          |                                 |  |  |       |  |  |                     |  |  |                          |  |
| Cristiano II di Danimarca     | Giovanni di Danimarca |                                 |                                 |  |  |       |  |  |                     |  |  |                          |  |
|                               |                       | Cristina di Sassonia            | Ernesto di Sassonia             |  |  |       |  |  |                     |  |  |                          |  |
|                               |                       | Cristina di Sassonia            | Ernesto di Sassonia             |  |  |       |  |  |                     |  |  |                          |  |
|                               |                       | Cristina di Sassonia            | Elisabetta di Baviera           |  |  |       |  |  |                     |  |  |                          |  |
| Cristina di Danimarca         |                       | Cristina di Sassonia            |                                 |  |  |       |  |  |                     |  |  |                          |  |
|                               |                       | Filippo I di Castiglia          | Massimiliano I d'Asburgo        |  |  |       |  |  |                     |  |  |                          |  |
|                               |                       | Filippo I di Castiglia          | Massimiliano I d'Asburgo        |  |  |       |  |  |                     |  |  |                          |  |
|                               |                       | Filippo I di Castiglia          | Maria di Borgogna               |  |  |       |  |  |                     |  |  |                          |  |
| Isabella d'Asburgo            |                       | Filippo I di Castiglia          |                                 |  |  |       |  |  |                     |  |  |                          |  |
|                               |                       | Giovanna di Castiglia           | Ferdinando II d'Aragona         |  |  |       |  |  |                     |  |  |                          |  |
|                               |                       | Giovanna di Castiglia           | Ferdinando II d'Aragona         |  |  |       |  |  |                     |  |  |                          |  |
|                               |                       | Giovanna di Castiglia           | Isabella di Castiglia           |  |  |       |  |  |                     |  |  |                          |  |
|                               |                       | Giovanna di Castiglia           |                                 |  |  |       |  |  |                     |  |  |                          |  |